# Lacul Sautet
Lacul Sautet este un lac de baraj pe râul Drac, la limita dintre departamentele Isère și Hautes-Alpes, în partea de sud-est a Franței. Barajul în arc a fost construit între anii 1930 - 1935. Pe lacul Sautet există amenajări pentru practicarea sporturilor nautice.

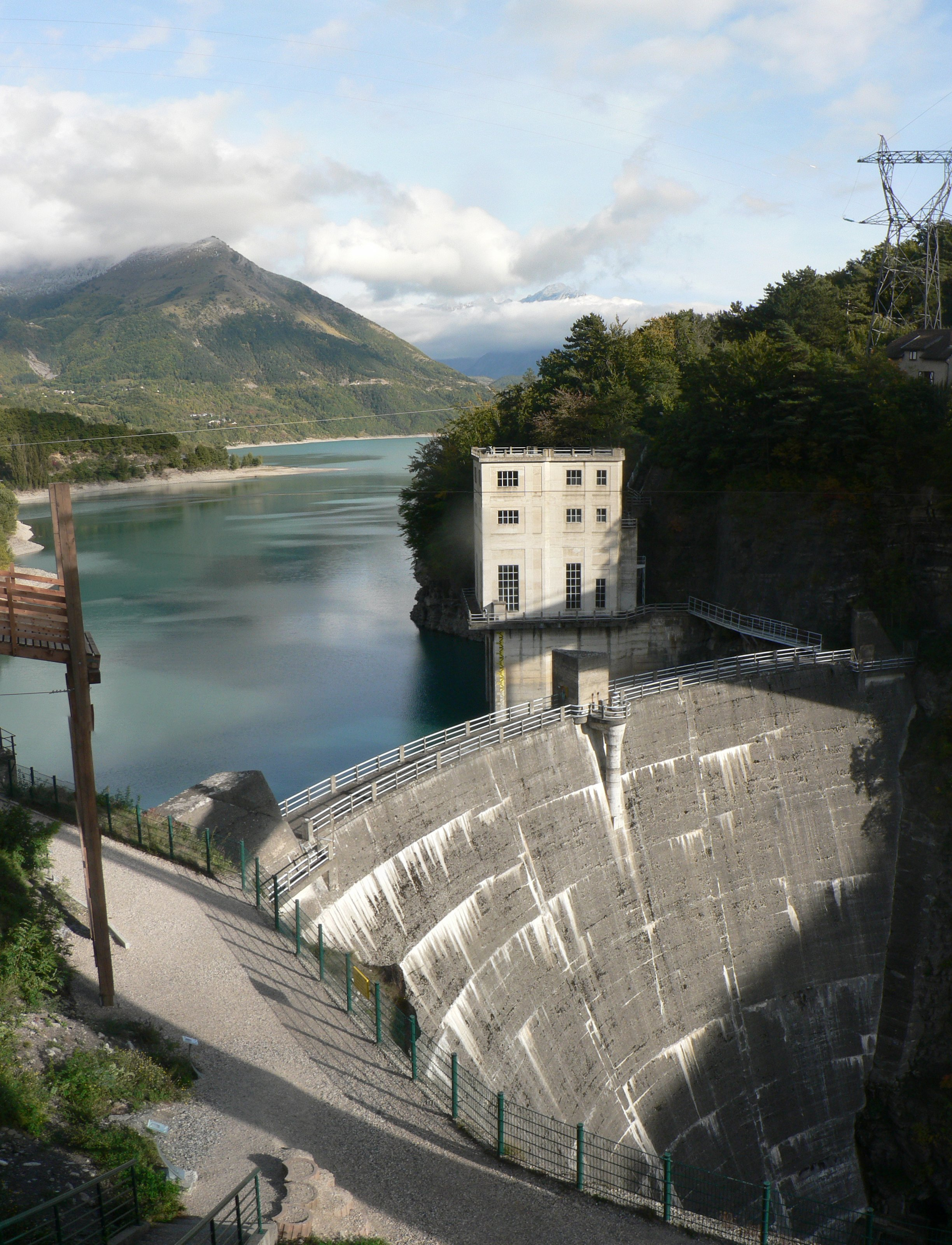
Barajul Sautet